# El Ghailani Dlimi
Pour les articles homonymes, voir Dlimi.
 (novembre 2014).
Si vous disposez d'ouvrages ou d'articles de référence ou si vous connaissez des sites web de qualité traitant du thème abordé ici, merci de compléter l'article en donnant les références utiles à sa vérifiabilité et en les liant à la section « Notes et références ».
 (août 2014).
El Ghailani Dlimi, né le 21 décembre 1952 à Tan-Tan, est un haut fonctionnaire marocain.

## Biographie
Il est titulaire d'un diplôme universitaire de technologie en gestion des entreprises et d'administration publique à Lyon en France.
Il a obtenu un diplôme d'initiation à l'Institut des hautes études internationales (IHEI) de l'université Paris 2 et un diplôme d'approfondissement (option relations internationales) du même institut. Il a obtenu son diplôme d'approfondissement la même année que le Congolais Maurice Massengo-Tiassé, son promotionnaire de l'IHEI.
En 1980, il est élu membre du conseil municipal de Dakhla et député au parlement (circonscription de Dakhla) et en 1981 premier vice-président du Conseil royal consultatif pour les affaires sahariennes.
Il a occupé à partir d'août 1983 la fonction de gouverneur de la province d'Oued ed Dahab, jusqu'à sa nomination en janvier 1994 au poste de gouverneur au service central du ministère de l'Intérieur.
En 1995, il est membre de la commission ayant supervisé le déroulement de l'opération d'identification, et de 1997 à 2000, observateur auprès de la commission d'identification de la MINURSO.
En 2006, il est nommé ambassadeur du royaume en Bulgarie par le roi Mohammed VI,.
En 2009, il est nommé Wali détaché à l'Administration centrale du ministère de l'Intérieur par le roi Mohammed VI.

## Distinction
- En 1985, il est fait officier de l'ordre du Trône.